# Federação Portuguesa de Futebol
Federação Portuguesa de Futebol, zkráceně FPF je řídící orgán fotbalu v Portugalsku. Federace byla založena v roce 1914 jako União Portuguesa de Futebol (UPF), současný název má od roku 1926. Do FIFA vstoupila v roce 1923, je členem UEFA. Organizuje všechny portugalské profesionální (Primeira Liga a další), tak i amatérské a pohárové soutěže (Campeonato de Portugal, Taça de Portugal, Supertaça Cândido de Oliveira a další). Pod její vedení spadá reprezentace mužů, reprezentace žen, reprezentace ve futsalu a reprezentace v plážovém fotbalu.